# 2312 (رواية)
2312 هي رواية خيال علمي للكاتب كيم ستانلي روبنسون نشرت في 2012، فازت الرواية بجائزة نيبولا لأفضل رواية لعام 2013.